# Monoi

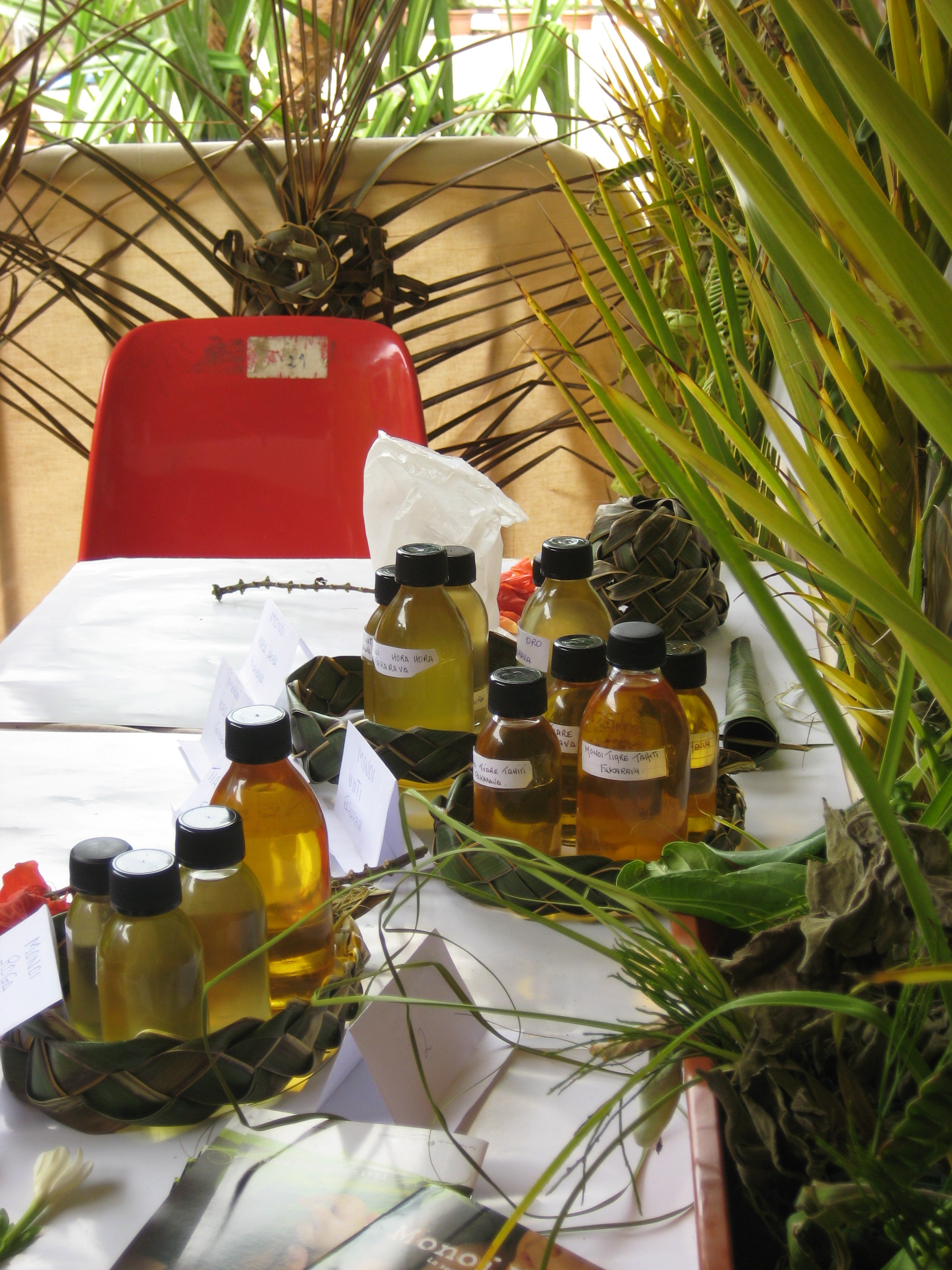
Un'esposizione di bottiglie di olio di Monoi.

Il Monoi, più comunemente, anche se impropriamente, noto come olio di Monoi, è un oleolito prodotto tradizionalmente nella Polinesia francese fin dall'antichità e diventato, soprattutto nella versione ricavata dalla gardenia tahitensis (meglio conosciuta anche come "fiore di Tiaré") macerata nell'olio di cocco, un prodotto o ingrediente cosmetico di un certo interesse commerciale.
Utilizzato e conosciuto solo nel mercato locale, a partire dalla seconda metà del Novecento, l'utilizzo del Monoi si è sempre più diffuso anche in Europa e negli Stati Uniti d'America.
Il suo nome INCI è: COCOS NUCIFERA OIL, GARDENIA TAHITIENSIS FLOWER EXTRACT  con i due componenti principali in rapporto quantitativo 99/1.
Il "Monoï de Tahiti" è stato il primo cosmetico ad aver ricevuto l' AO, Appellation d'Origine, il marchio francese di Indicazione geografica analogo all'italiano DOP.  Il marchio "Monoï de Tahiti" garantisce la qualità e l'origine dell'ingrediente cosmetico, ma anche la concentrazione minima presente nei cosmetici che lo utilizzano.
Visto il forte potenziale commerciale del solo termine "Monoi", l'industria cosmetica, dalla fine del XX secolo, se ne è appropriata per associarlo a molti cosmetici e profumi anche se privi di olio di cocco o non provenienti dalla Polinesia francese. 

## Denominazione
Il termine di uso internazionale "Monoi" deriva dal tahitiano Mono‘i , pronunciato con un arresto glottale prima della "i", con il significato di olio sacro o olio profumato.
Il lemma è stato traslitterato nel dizionario francese in Monoï e successivamente inglesizzato, per un più semplice utilizzo internazionale, in "Monoi".
Il decreto territoriale francese 350 del 7 aprile 1988 definisce: Monoi tradizionale un olio profumato prodotto mediante macerazione e decantazione al sole di semi di cocco freschi o germinati (in particolare l'endosperma bianco chiamato anche albume) grattugiati e una o più piante polinesiane. Al contrario, "Monoi" senza qualificazioni è un olio profumato ottenuto da almeno il 90% di olio di copra raffinato, prodotto all'interno del territorio dalla Polinesia francese da noci di cocco e piante polinesiane. Il decreto francese del 1988 prevede l'aggiunta di profumi, coloranti cosmetici, conservanti, antiossidanti e filtri ultravioletti se necessari per garantire un buon prodotto. 
La denominazione di origine "Monoï de Tahiti" è riservata al solo prodotto realizzato in Polinesia francese secondo le usanze locali, mediante macerazione dei fiori di Gardenia taitensis, tiarè, in olio di copra raffinato. I fiori di tiarè e le noci di cocco utilizzati nella fabbricazione del prodotto devono essere esclusivamente raccolte in una ben definita zona geografica della Polinesia francese. Possono entrare nella composizione del Monoi anche gli estratti da altre specie vegetali, a specifiche condizioni ed in conformità con la prassi locale.
Il marchio registrato anche figurativo  "Monoï de Tahiti Appellation d’Origine" viene attribuito ai prodotti che rispettano specifiche norme produttive e qualitative certificate dall'Istitute de Monoï, che supervisiona l'intero processo, dalla raccolta dei fiori di Tiaré, allo stoccaggio e alla spedizione del prodotto finito.
La generica denominazione "Olio di Monoi", che potrebbe far intendere che Monoi sia il nome della pianta da cui viene estratto, non è regolamentata e può essere attribuita a qualunque cosmetico contenente Monoi originale o imitazioni del Monoi originale. 
La generica denominazione "Burro di Monoi"  non è regolamentata e può essere attribuita a qualunque cosmetico contenente Monoi originale o imitazioni del Monoi originale che si presenta solido o semisolido a temperatura ambiente per la presenza di olio di cocco idrogenato o altri grassi vegetali come il burro di karité o illipé.

## Storia
La data della prima realizzazione del Monoi non è nota, tuttavia alcuni riferimenti etnoantropologici ricondurrebbero ad un utilizzo ancestrale, all'epoca in cui l'attuale territorio della Polinesia francese era abitato solo dagli indigeni, ossia il popolo Maohi ( Mā’ohi ), considerato l'antenato di tutti i popoli polinesiani. I primi esploratori europei che arrivarono nelle isole polinesiane, incluso James Cook, documentarono l'uso dell'olio di Monoi da parte dei nativi per scopi religiosi, medicinali e cosmetici. Georg Forster, naturalista a bordo del secondo viaggio di James Cook, annotò 13 diverse piante utilizzate per aromatizzare il Monoi.
James Morrison, compagno del nostromo del Bounty, per primo descrisse accuratamente il processo di produzione dell'oleolito.
Il Monoi aveva un importante ruolo nella vita degli indigeni polinesiani, letteralmente dalla loro nascita alla loro morte: con esso veniva infatti cosparso il corpo dei nuovi nati, in modo da mantenerne la pelle idratata durante la stagione calda e di impedire che si raffreddasse durante la stagione fredda, e sempre con esso veniva profumato il corpo dei morti per facilitarne il passaggio nell'Aldilà.
In particolare il gesto delle madri tahitiane si rifà alla leggenda della nascita del dio Tané, il dio tahitiano della bellezza. Secondo la leggenda, costui, figlio della dea Atéa, era nato senza forma, e così Ta’aroa, il dio creatore supremo nella mitologia della Polinesia francese, in risposta alle preghiere di Atéa cucì una pelle per il piccolo utilizzando della pelle di squalo e di manta e della scorza di cocco e di altre piante tipiche di quei territori. Dopodiché, la madre cosparse il corpo di Tané di Mono'i, rendendolo l'essere più bello del mondo.
Per quanto riguarda l'uso nelle cerimonie religiose degli antichi popoli polinesiani, che venivano celebrate nei marae, una sorta di templi a cielo aperto, il Monoi era utilizzato dagli sciamani Mahoi e Maori per ungere oggetti sacri e purificare le offerte per le divinità. 
I navigatori polinesiani usavano invece il Monoi per proteggere il proprio corpo dal freddo, dal vento e dall'acqua salata durante le loro spedizioni in canoa, e anche oggi molti appassionati di surf e di attività subacquee utilizzano tale olio, la cui produzione a scopi commerciali è iniziate nel 1942, per gli stessi scopi. Infine, sin dall'antichità l'olio di Monoi veniva usato per ravvivare il colorito dei tatuaggi dei guerrieri.
Il primo riferimento ad una produzione commerciale del Monoi risale al 1932 quando un cosmetico chiamato “Monoi” viene prodotto e venduto da una azienda, Tiki, tuttora presente sul mercato.
La produzione commerciale del Monoi è decollata con la fondazione del frantoio Huilerie de Tahiti nel 1968 che stabilizzò l'offerta di olio di copra raffinato per i produttori di Monoi dell'area di Papeete.

## I diversi Monoi tradizionali e non
L'utilizzo religioso, medico e cosmetico degli oleoliti, con l'olio di cocco come olio base, si è diffuso in tutta la Polinesia, dove nei diversi arcipelaghi il Monoi poteva venir chiamato nella lingua locale in modo diverso: "monogi" nelle isole Tuamotu, "pani" nelle isole Marchesi ecc. 
A seconda dell'utilizzo la composizione poteva cambiare. I più diffusi Monoi, traslitterando il tahitiano, sono:
- Monoi Tiaré, ottenuto macerando la Gardenia tahitiensis. Ha diffuso la conoscenza e l'utilizzo del Monoi nel mondo ed ha per primo motivato una produzione industriale. Nell'utilizzo tradizionale non aveva solo finalità cosmetiche essendo inserito nelle formulazioni di alcuni rimedi della medicina locale e in alcuni riti religiosi.
- Monoi Ahi, ottenuto macerando con Santalum album, è diventato raro visto che la pianta è diventata rara nella Polinesia francese. Nell'uso tradizionale era utilizzato per ungere il corpo dei malati o per l'imbalsamazione.
- Monoi Rea, ottenuto macerando con il rizoma della Curcuma longa locale, chiamata Rea Tahiti. Veniva inserito nelle formulazione di molti rimedi medicali, per l'intenso colore giallo era anche utilizzato per decorare guerrieri ed i partecipanti a danze rituali. Gli veniva attribuita anche una azione di protezione solare e insettorepellente.
- Monoi Miri ottenuto macerando fiori e foglie del basilico; si credeva proteggesse dagli spiriti malvagi;
- Monoi Humuei o Kumu'hei ottenuto macerando una miscela di basilico, kau pe (Fagraea berteroana), vetiver, sandalo e ananas; viene ancora oggi utilizzato come una sorta di elisir d'amore per affascinare la persona amata.[15]

Sviluppati per la forte nota aromatica ed il gradevole profumo:
- Monoi Maile ottenuto macerando la corteccia di Alyxia stellata, Apocynaceae;
- Monoi Tipianer ottenuto macerando i fiori di frangipane;
- Monoi Pitate ottenuto macerando fiori di gelsomino;
- Monoi Motoi ottenuto macerando fiori di Ylang-ylang;

Per soddisfare le esigenze dell'industria cosmetica, anche se i riferimenti a Monoi tradizionali sono scarsi, sono stati sviluppati anche Monoi con profumo di vaniglia, ananas, frutto della passione o mango.
Anche se non codificato negli standard di produzione dei Monoi tradizionali, producendo l'oleolito di Gardenia tahitiensis con olio di cocco vergine, si ottiene un ingrediente cosmetico incolore con una forte nota aromatica di cocco assente nell'olio di cocco raffinato derivato dalla copra.

## Produzione
La relativa solubilità degli oli essenziali prodotti dalle piante odorose negli oli fissi è la base del processo di trasferimento ed estrazione chiamato nell'industria dei profumi "enfleurage". Un'intera gamma di piante profumate viene utilizzata per la produzione di Monoï: fiori ma anche frutta, noccioli, bucce, legno sbriciolato e alcuni rizomi.
Per il miglior enfleurage i tempi di macerazione devono essere lunghi e le temperature controllate.
La produzione tradizionale o artigianale differisce da quella industriale soprattutto perché può prevedere che la separazione dell'olio dalla crema di cocco o dalla farina fresca possa avvenire in contemporanea con la macerazione delle piante odorose, unendo in sostanza la cosiddetta estrazione umida dell'olio di cocco all'estrazione dell'olio essenziale. La produzione industriale del Monoi prevede l'utilizzo di olio di copra precedentemente raffinato.
Per la produzione del Monoi Tiarè che rappresenta il 95% del Monoi esportato da Tahiti verso l'industria cosmetica mondiale (261 tonnellate nell'anno 2006) le materie prime da cui partire sono: i fiori di Tiaré e la copra.

### Fiori di Tiaré

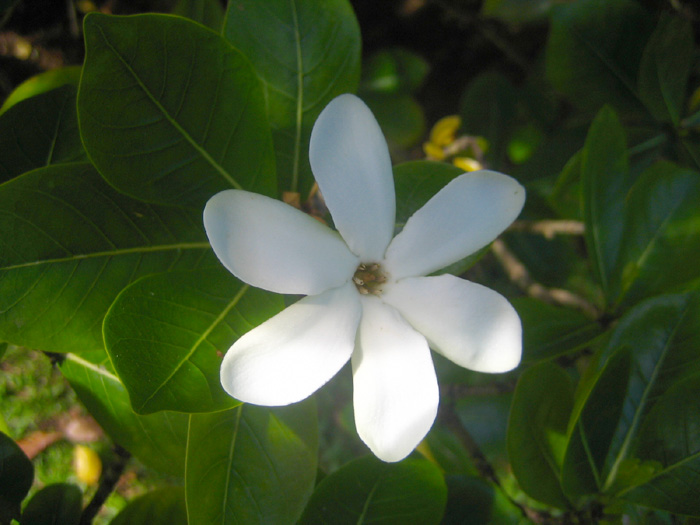
Un fiore di Tiaré

La gardenia taitensis, comunemente nota come "fiore di Tiaré", è una pianta della famiglia delle Rubiaceae. Si tratta in particolare di un arbusto tropicale sempreverde che cresce poco sopra il livello del mare in cespugli alti solitamente poco meno di un metro. Le foglie della pianta sono di un lucido color verde scuro e hanno una lunghezza che varia dai 5 ai 16 cm, mentre i fiori sono simpetali e attinomorfi, con petali di color bianco e dall'aspetto ceroso, lunghi dai 2 ai 4 cm, disposti a raggiera in un numero che varia da 5 a 9. Si ritiene che la pianta sia originaria della Melanesia e della Polinesia occidentale e che sia stata poi portata dai primi indigeni polinesiani nelle Isole Cook, nelle isole della Polinesia francese e forse anche nelle isole Hawaii, dove i fertili terreni vulcanici e la temperatura minima che non scende mai sotto i 10 °C ne hanno permesso una facile coltivazione. Oggi il fiore della gardenia taitensis è il fiore nazionale della Polinesia francese e delle Isole Cook.
I fiori di Tiaré destinati alla produzione di olio di Monoi sono raccolti a mano quando sono ancora in boccio, ossia quando ancora non si sono aperti. Dopo la raccolta, i fiori vengono inviati all'impianto di produzione, dove viene loro tolto il gineceo e dove vengono in seguito messi a macerare in olio di cocco raffinato per un minimo di 15 giorni. Passate le due settimane, tramite decantazione si separa un olio, che risulta particolarmente impregnato dell'intensa profumazione del fiore di Tiaré, che viene poi filtrato e addizionato con un antiossidante naturale, come il tocoferolo, o chimico, come il BHT, creando infine il prodotto chiamato "Monoï de Tahiti". In accordo agli standard imposti per il riconoscimento di Appellation d'origine, nella produzione del Monoi Tiaré certificato deve essere utilizzato un minimo di 15 fiori di Tiaré per ogni litro di olio di cocco raffinato.

### Copra

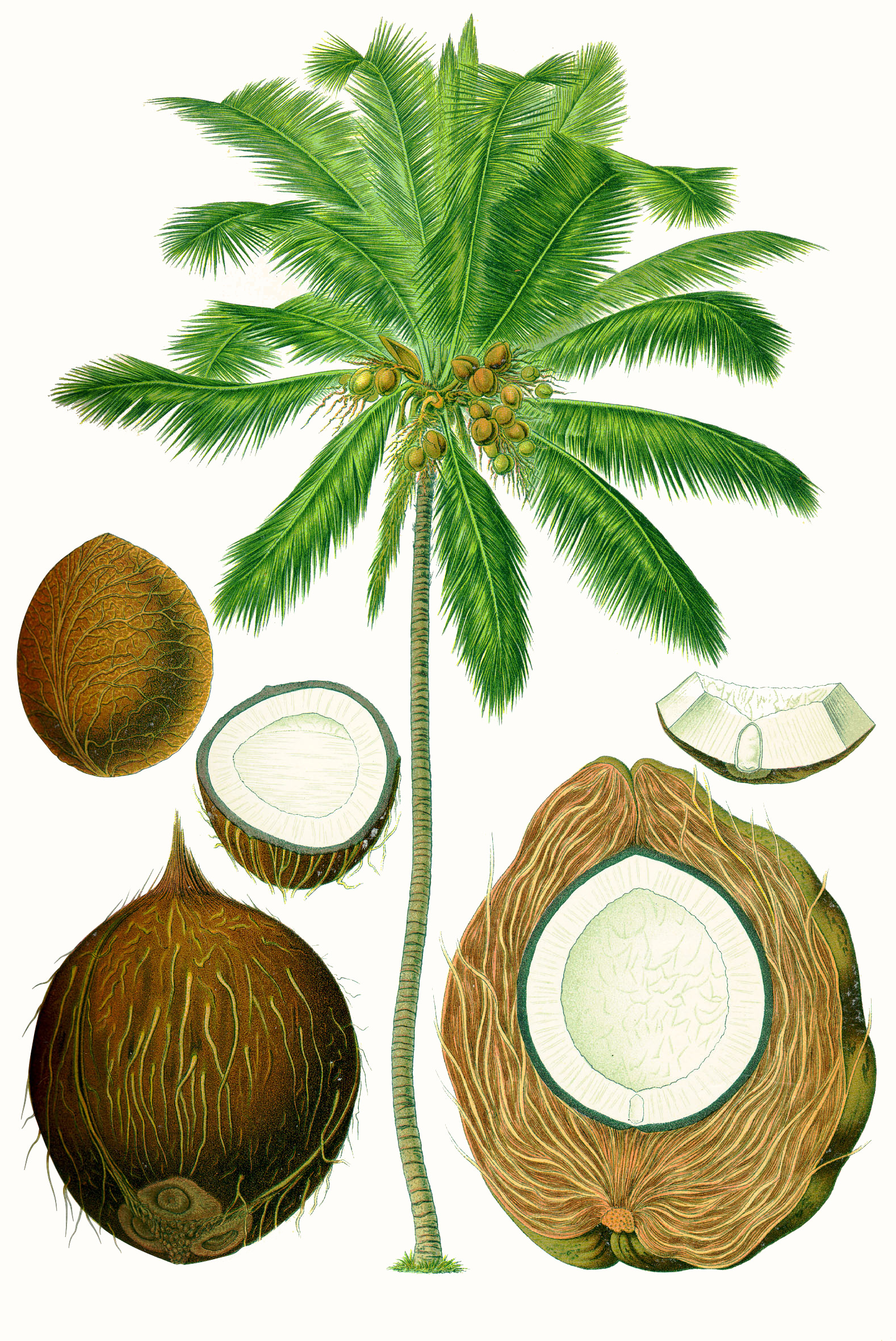
Una palma da cocco con, in evidenza, la struttura della drupa.

La palma da cocco è la pianta maggiormente utilizzata nelle isole polinesiane e, nelle sue oltre 80 varietà, ricopre un totale di circa 610 km² di terreno. In condizioni favorevoli, la palma da cocco comincia a dare frutti a partire dal suo sesto anno di vita, arrivando a produrre all'incirca 60 noci di cocco all'anno da decimo al settantesimo anno di vita.
Per quanto riguarda la produzione dell'olio di cocco in Polinesia, quando le drupe, pesanti all'incirca 1 kg, cadono dalla palma, esse vengono raccolte e aperte a colpi di ascia per estrarne il seme, circondato dal durissimo endocarpo del frutto. Dopo aver diviso in due il seme, le due metà vengono messe in tradizionali capanne di legno dal tetto scorrevole, dove sono esposte al sole di giorno e coperte di notte o durante i giorni di pioggia, perché la copra si essicchi e quando ha perso più del 90% della sua umidità, questa viene rimossa e spezzettata. Tempi di essiccazione lunghi, oltre i 3 giorni, possono introdurre il rischio di contaminazione batterica e fungina, con la produzione di aflatossine che renderebbe l'olio prodotto non idoneo per il mercato alimentare.
A questo punto, i frammenti di copra vengono messi all'interno di sacchi in fibra naturale e vengono portati all'unico mulino presente sull'isola di Tahiti, dove vengono ridotti in una finissima farina di cocco. Questa viene poi scaldata a 125 °C e infine pressata per ottenere olio di cocco grezzo, che si mantiene liquido sopra i 20 °C. In un'ultima fase, quest'ultimo viene sottoposto a un processo di raffinazione in cui vengono rimosse le impurità per ottenere la qualità richiesta e quindi immagazzinato in fusti.

## Composizione
Come tutti gli oleoliti, il Monoi è caratterizzato da una frazione lipidica apportata dall'olio solvente e da una frazione composta dalle sostanze che si sono trasferite dalle parti vegetali macerate all'olio solvente. Nel caso del Monoi sono tipicamente le stesse componenti volatili degli oli essenziali che si potrebbero estrarre per distillazione.

### Frazione lipidica
La composizione lipidica del Monoi è esattamente quella dell'olio di cocco con cui è stato prodotto. Tipicamente è composto per più del 95% da acilgliceridi (per lo più trigliceridi) con circa il 91% di acidi grassi saturi e un 9% di insaturi:
La frazione insaponificabile è composta da steroli e tocoli, in particolare tocotrienoli.

### Frazione volatile
Le componenti volatili del Monoi sono miscele complesse, spesso di centinaia di sostanze diverse, che caratterizzano uno specifico profumo naturale.
Il più noto Monoi Tiaré contiene come principali composti volatili trasferiti dai fiori all'olio: linalolo, metil salicilato, etil benzoato, cis-3-esanil benzoato, feniletil alcol, cis-3-esanolo, fenilacetaldeide, ecc. La concentrazione totale di composti volatili trasferiti dai fiori di Tiaré all'olio di cocco varia in funzione del numero di fiori per litro di olio e del processo/tempo di macerazione.

## Usi comuni
Recenti studi hanno mostrato che il Monoi Tiaré contiene del salicilato di metile, un estere utilizzato come vasodilatatore cutaneo nel trattamento del dolore muscolare e articolare,
Oggi il Monoi trova diversi usi cosmetici: tal quale o ad alte concentrazioni come olio da massaggio o per i capelli, come ingrediente emolliente nelle creme viso o corpo e nei prodotti solari, come condizionante negli shampoo o balsami per capelli. 